# کمانی (ابر)

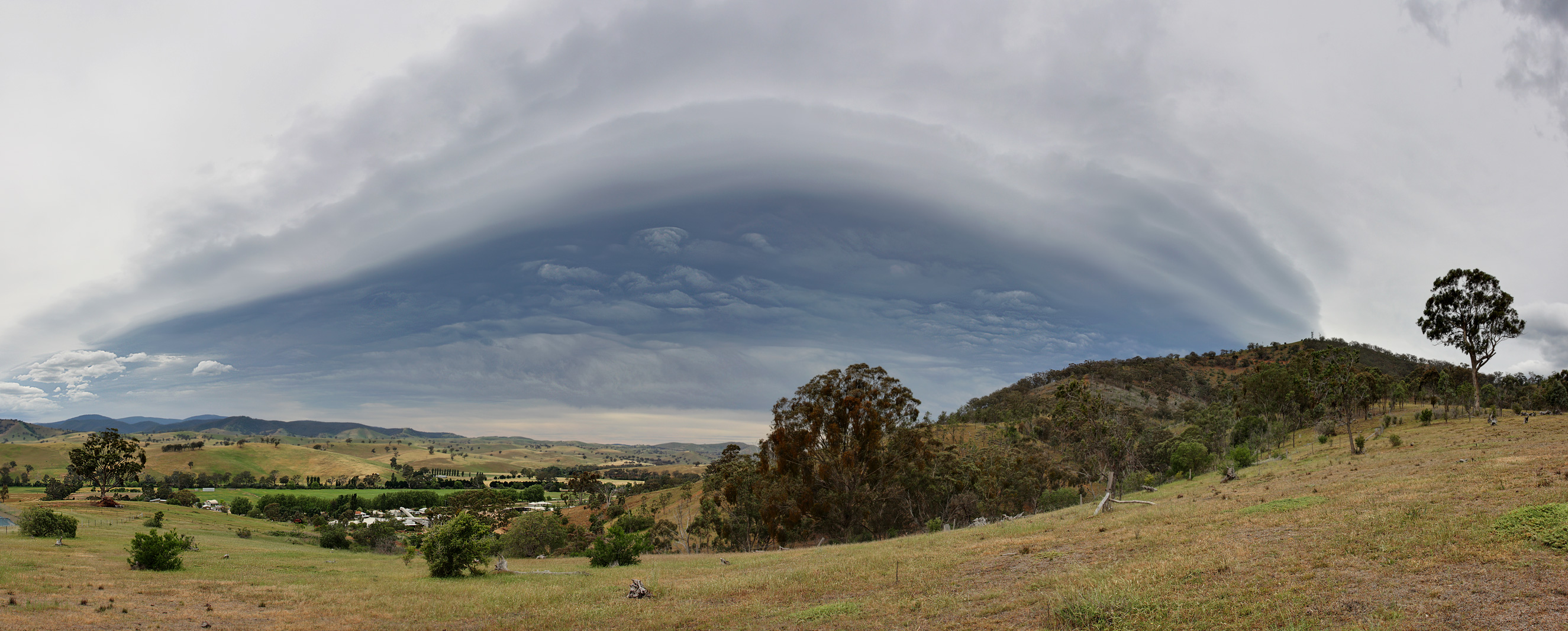
ابر کمانی ضعیف

کمانی ابری فرعی به شکل لوله افقی و متراکم با لبه‌های کم‌وبیش پاره که در قسمت تحتانی و جلو بعضی از ابرها دیده می‌شود و هنگامی که وسیع باشد نمایی مانند یک کمان تاریک و رعب‌انگیز دارد؛ این ابر فرعی اغلب با کومه‌ای‌بارا همراه است و در کومه‌ای کمتر دیده می‌شود.